# Solskjel
Solskjel  est une petite île de la commune de Aure, du comté de Møre og Romsdal, dans la mer de Norvège.

## Description
L'île de 5 km2  se trouve juste au nord de l'île de Stabblandet, au nord-est de la plus grande île de Tustna et à l'ouest de l'île d'Ertvågsøya.
Il n'y a pas de liaison routière vers l'île, mais il existe une liaison par bac à câble à travers le détroit de Norheimsundet de 450 mètres de large jusqu'à l'île voisine de Stabblandet. Le bac à câble a commencé à fonctionner le 16 janvier 2009.